# Charles Reynaud (poète)
Pour les articles homonymes, voir Reynaud.
Charles Reynaud (né le 16 mai 1821 à Vienne (Isère), mort le 22 août 1853 à Paris) est un poète et critique littéraire français. 

## Biographie
Son père, Jean-Baptiste Reynaud, remplit les fonctions de juge de paix sous la Restauration. Sa mère, Antoinette-Betsy Guillermin, est la fille d'un lieutenant-colonel d'infanterie maire de Vienne pendant 16 ans. Reçu bachelier es-lettres en 1837 dans un collège de Lyon, il suit des cours de droit à la faculté de Grenoble qu'il abandonne à la mort de son père pour suivre des cours à Paris et se consacrer à la littérature.
C'était un ami des poètes et auteurs dramatiques François Ponsard et Emile Augier. 
Il collabore à la Revue du Lyonnais quand la mort le surprend à 32 ans alors qu'il venait d'achever ses "Epîtres, Contes, et Pastorales". 
Il entretint également d'étroits liens avec l'éditeur Michel Lévy, qui réédita notamment, en 1877, ses "Epîtres, Contes, et Pastorales".

## Ouvrages
- D'Athènes à Baalbek, 1844
- Poésies, Revue des deux mondes, 1851
- Au Sultan Abdul-Medjid, Michel Lévy Frères, Paris, 1852 lire en ligne sur Gallica
- Épîtres, contes & pastorales, Michel Lévy Frères, Paris, 1853, lire en ligne sur Gallica l'édition de 1877